# Aerocar
Aerocar (znany także jako Taylor Aerocar) – samolot przystosowany do ruchu drogowego. Został zaprojektowany i zbudowany przez Moultona Taylora w roku 1949. Jest to najsłynniejszy "latający samochód" wszech czasów. W sumie wyprodukowano tylko sześć pojazdów. Obecnie w stanie do lotu jest tylko jeden.

## Konstrukcja
Samolot był górnopłatem z czteropodporowym podwoziem stałym.
Pojazd wyposażony został w śmigło pchające i składane skrzydła. Umożliwiało to na przekonfigurowanie samochodu w samolot w ciągu pięciu minut. Ogon i skrzydła samolotu po złożeniu były przygotowane do holowania.
Zostały zaprojektowane trzy wersje pojazdu oznaczone odpowiednio: I, II i III. Obecnie firma pracuje nad nowym modelem, który ma nosić nazwę Aerocar 2000. Ma być on zbudowany na bazie samochodu Lotus Elise.

## Osiągi

### Aerocar I
- prędkość maksymalna: 172 km/h
- zasięg: 480 km
- pułap: 3,658 m
- prędkość wznoszenia: 168 m/min